# Киралеу (Бихор)
Киралеу (рум. Chiraleu) насеље је у Румунији у округу Бихор у општини Кишлаз. Oпштина се налази на надморској висини од 128 m.

## Становништво
Према подацима из 2002. године у насељу је живело 626 становника.

### Попис2002.
| Расподела становништва по националности 2002.‍ | Расподела становништва по националности 2002.‍ | Расподела становништва по националности 2002.‍ | Расподела становништва по националности 2002.‍ | Расподела становништва по националности 2002.‍ |
| --------------------------------------------- | --------------------------------------------- | --------------------------------------------- | --------------------------------------------- | --------------------------------------------- |
|                                               |                                               |                                               |                                               |                                               |
| Румуни                                        | Румуни                                        |                                               | 585                                           | 93,5%                                         |
| Мађари                                        | Мађари                                        |                                               | 6                                             | 1,0%                                          |
| Роми                                          | Роми                                          |                                               | 35                                            | 5,6%                                          |